# Carl Jacobi (Amtmann)
Carl Georg Friedrich Jacobi (* 17. Oktober 1799 in Winsen (Luhe); † 17. Oktober 1875 in Kassel) war ein deutscher Verwaltungsjurist.

## Leben
Carl Jacobi wurde als Sohn des damaligen hannoverschen Amtsschreibers und späteren Oberamtmanns im Amt Reinhausen Wilhelm Franz Anton Jacobi geboren. Er studierte ab 1815 Rechtswissenschaften an der Universität Göttingen und wurde Mitglied des Corps Hannovera Göttingen. Am 3. April 1816 wurde ihm seitens der Universität das Consilium abeundi erteilt. Gemeinsam mit seinem Bruder August Jacobi († 1828) nahm er 1817 am Wartburgfest teil, ohne das beide sich in die Präsenzliste eingetragen haben. Nach erneuter Einschreibung 1818 konnte er sein Studium in Göttingen beenden. Er trat in den Verwaltungsdienst des Königreichs Hannover ein und wurde 1819 Amtsauditor im Amt Reinhausen. 1824 wurde er Amtsassessor im Amt Iburg und 1836 in das Amt Grönenberg versetzt. Dort wurde er 1846 zum Amtmann ernannt. 1856 wurde er zum Oberamtmann befördert. In dieser Funktion fungierte er in seinem Amtsbezirk auch als Verwalter des hannoverschen Klosterfonds.
Carl Jacobi heiratete 1829 in Ilfeld Luise Eleonore Rudolfine Leist.

## Auszeichnungen
- Ritter des Guelphen-Ordens[5]